# Escalonilla
Escalonilla é um município da Espanha na província de Toledo, comunidade autónoma de Castilla-La Mancha, de área 51 km² com população de 1458 habitantes (2022) e densidade populacional de 28,33 hab/km².<ref>«Censo 2011». Instituto Nacional de Estatística (Espanha). Arquivado do original em 15 de fevereiro de 2012

## Demografia
| Variação demográfica do município entre 1991 e 2004 | Variação demográfica do município entre 1991 e 2004 | Variação demográfica do município entre 1991 e 2004 | Variação demográfica do município entre 1991 e 2004 |
| --------------------------------------------------- | --------------------------------------------------- | --------------------------------------------------- | --------------------------------------------------- |
| 1991                                                | 1996                                                | 2001                                                | 2022                                                |
| 1467                                                | 1451                                                | 1409                                                | 1458                                                |